# Gare de Saragosse-Delicias
Pour les articles homonymes, voir Delicias et Saragosse (homonymie).
 (janvier 2023).
Si vous disposez d'ouvrages ou d'articles de référence ou si vous connaissez des sites web de qualité traitant du thème abordé ici, merci de compléter l'article en donnant les références utiles à sa vérifiabilité et en les liant à la section « Notes et références ».
La gare de Saragosse-Delicias (en espagnol : estación de Zaragoza-Delicias) est une gare ferroviaire espagnole, située dans le quartier de Delicias (3e arrondissement), à l'ouest de la ville de Saragosse. C'est l'une des plus grandes gares d'Espagne.

## Situation ferroviaire
Établie à 185 mètres d'altitude, la gare de bifurcation de Saragosse-Delicias est située : au point kilométrique (PK) 339,135 de la ligne de Madrid à Barcelone, entre les gares ouvertes de Utebo (es) et de Saragosse-Portillo (es) ; au PK 0,000 de la ligne de Saragosse à Canfranc, avant la gare de Saragosse-Portillo (es) ; au PK 306,700 de la LGV Madrid-Barcelone-Figueras, entre les gares de Calatayud et de Lérida Pyrénées.

## Histoire
Ouverte en 2003, elle remplace, pour les dessertes de grandes lignes, la gare de Saragosse-El Portillo (es) (détruite par la suite) qui était depuis 1972 la principale gare de la ville (cette dernière a été reconstruite — en 2008 — pour le réseau des Cercanías de Saragosse). La structure du bâtiment de la nouvelle gare a été pensée par Carlos Ferrater et José María Valero. Ce changement de gare a été effectué pour accueillir les trains empruntant la ligne à grande vitesse Madrid – Barcelone – Figueras.
En 2007, une gare routière est ouverte, permettant aux voyageurs de rejoindre par correspondance le reste de la ville et de la région.

## Service des voyageurs

### Desserte
C'est à la fois une gare de grandes lignes assurant la desserte d'un grand quart nord-ouest, Madrid et l'Andalousie, une gare de train régionaux et une gare de lignes de banlieue (Cercanías de Saragosse). Elle permet notamment la desserte de la lignes LGV Madrid-Barcelone-Figueras.
Les lignes du réseau Media Distancia Renfe sont les suivantes :
- L-6 : Saragosse-Delicias - Teruel - València-Nord
- R-4 : Saragosse-Delicias - Arcos de Jalón - Madrid-Chamartín
- R-5 : Calatayud - Saragosse-Delicias
- R-28 : Saragosse-Delicias - Tudela - Castejón - Logroño - Miranda de Ebro
- R-32 : Saragosse-Delicias - Pampelune - Vitoria-Gasteiz
- R-41 : Saragosse-Delicias - Huesca - Canfranc
- R-42, Ca-6 : Saragosse-Delicias - Caspe - Barcelone-Sants
- R-43 : Saragosse-Delicias - Lérida Pyrénées

Avant : Calatayud - Saragosse-Delicias